# Липатов, Виктор Владимирович
Ви́ктор Влади́мирович Липа́тов (11 февраля 1940, Саратов — 16 июля 2002, Саратов) — советский футболист, защитник, нападающий.
Воспитанник футбольной школы «Торпедо» Саратов. Армейскую службу проходил в 1960—1961 годах в куйбышевском СКА. В 1961 году провёл один матч за «Крылья Советов» Куйбышев, в 1962—1963 годах сыграл за команду 29 матчей в чемпионате СССР. В 1964—1971 годах провёл более двухсот матчей в саратовском «Соколе». Участник полуфинального матча Кубка СССР 1966/67 против московского «Динамо» (0:4).
Скончался в 2002 году на 63-м году жизни.